# Parodia linkii
Parodia linkii ist eine Pflanzenart aus der Gattung Parodia in der Familie der Kakteengewächse (Cactaceae). Das Artepitheton linkii ehrt den deutschen Botaniker Heinrich Friedrich Link.

## Beschreibung
Parodia linkii wächst meist einzeln. Die grünen eiförmigen bis fast kugelförmigen oder kurz zylindrischen Triebe erreichen Wuchshöhen von bis zu 18 Zentimeter und Durchmesser von 7 bis 15 Zentimeter. Die 10 bis 13 (selten bis 15) Rippen sind stumpf. Die borstenartig dünnen Dornen sind häufig kaum in Mittel- und Randdornen unterscheidbar. Die drei bis vier bräunlichen Mitteldornen weisen eine Länge von 1,3 bis 1,8 Zentimeter auf. Die zehn bis 13 weißen bis rotbraunen, häufig gebogenen und gewundenen Randdornen besitzen eine bräunliche Spitze und sind 0,6 bis 1,2 Zentimeter lang.
Die mittelgelben bis goldgelben Blüten erreichen Längen von bis zu 3 Zentimeter und Durchmesser 5 Zentimeter. Ihr Perikarpell und die Blütenröhre sind mit Schuppen, weißer Wolle und braunen bis rotbraunen Borsten besetzt. Die Narben sind purpurfarben bis rosafarben oder hellgelb. Die dunkelgrünen kugelförmigen Früchte enthalten mützenförmige, fast matte schwarze Samen, die leicht rundlich gehöckert sind.

## Verbreitung, Systematik und Gefährdung
Parodia linkii ist in den brasilianischen Bundesstaaten Santa Catarina, Paraná und Rio Grande do Sul, in Uruguay sowie den argentinischen Provinzen Misiones und Corrientes in tiefen Lagen bis 500 Meter Höhe verbreitet.
Die Erstbeschreibung als Cactus linkii durch Johann Georg Christian Lehmann wurde 1827 veröffentlicht. Roberto Kiesling stellte die Art 1995 in die Gattung Parodia. Weitere nomenklatorische Synonyme sind Cereus linkii (Lehm.) Pfeiff. (1837), Echinocactus linkii (Lehm.) Pfeiff. (1837), Malacocarpus linkii (Lehm.) Britton & Rose (1922, unkorrekter Name ICBN-Artikel 11.4), Notocactus ottonis var. linkii (Lehm.) Borg (1937), Notocactus linkii (Lehm.) Herter (1954) und Peronocactus linkii (Lehm.) Doweld (1999, unkorrekter Name ICBN-Artikel 11.4).
In der Roten Liste gefährdeter Arten der IUCN wird die Art als „Least Concern (LC)“, d. h. als nicht gefährdet geführt.